# Citheronia collaris
Citheronia collaris är en fjärilsart som beskrevs av Rothschild 1907. Citheronia collaris ingår i släktet Citheronia och familjen påfågelsspinnare. Inga underarter finns listade i Catalogue of Life.